# Tour Barbeau

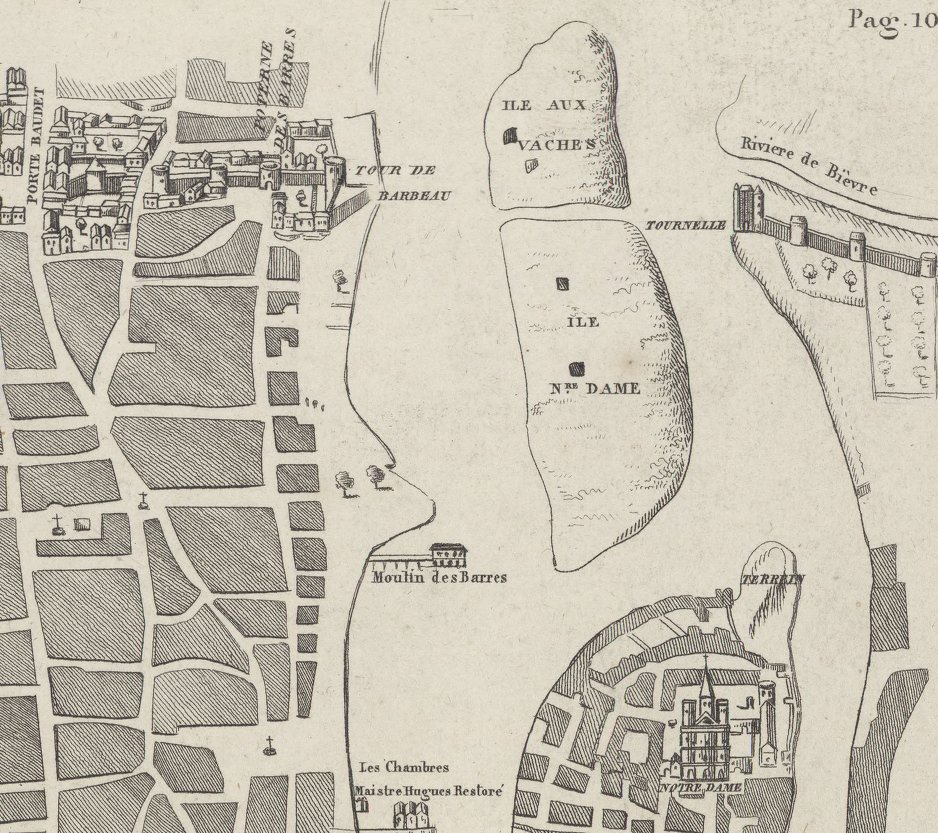
Die Tour Barbeau auf dem Stadtplan von Braun und Hogenberg von 1574

Die Tour Barbeau war in Paris einer der Haupttürme der zwischen 1190 und 1209 errichteten Stadtmauer Philipps II.

## Ecktürme der Stadtmauer Philipps II.

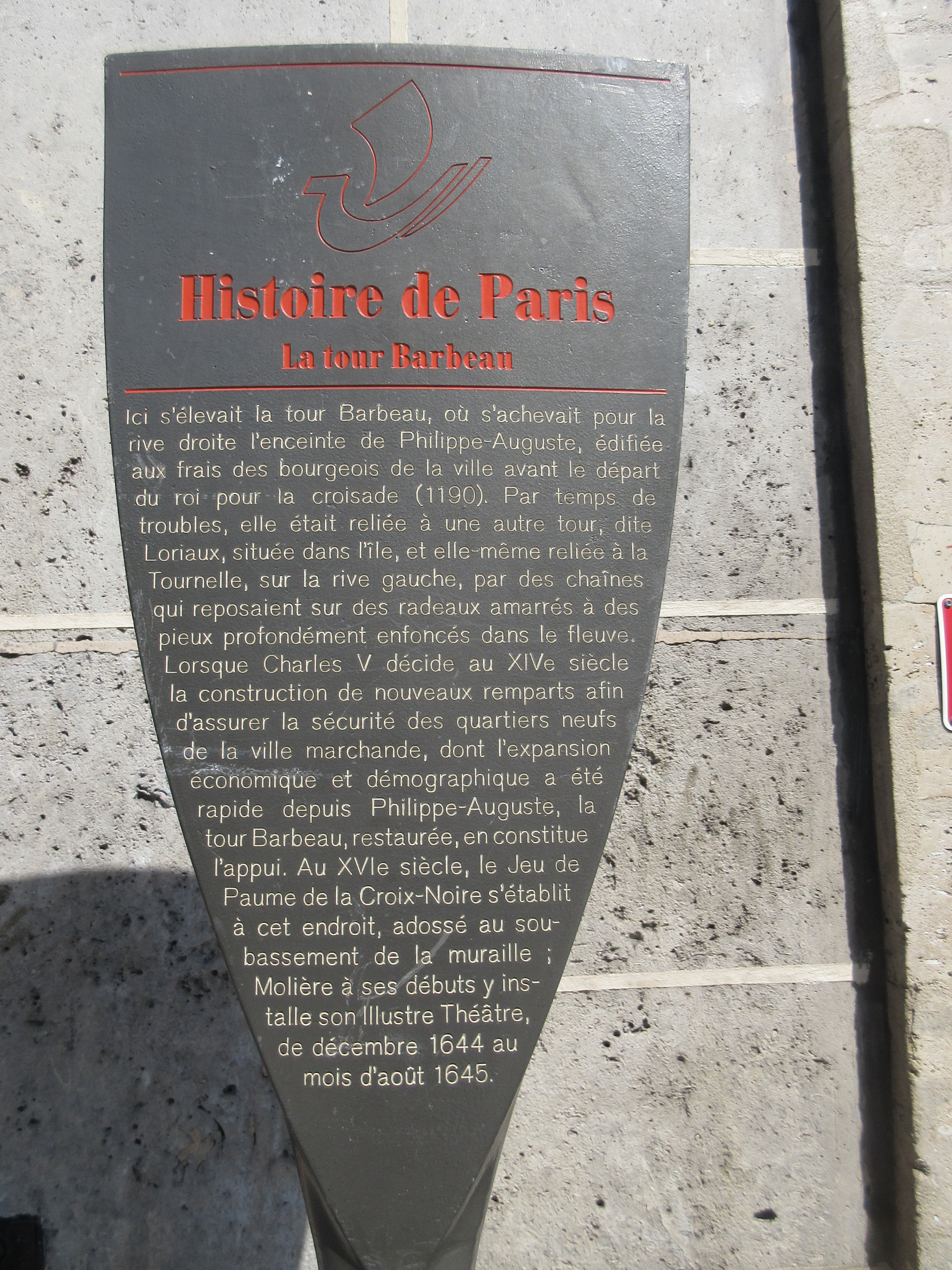
Tafel Histoire de Paris
„La Tour Barbeau“

Die Stadtmauer Philipps II. hatte vier mächtige Ecktürme zum Schutz der Stadt gegen Angriffe von der Seine. Die beiden am stärksten befestigten waren die flussabwärts, also im Westen, zur Normandie hin gelegenen Türme; dies waren:
- die Tour du Coin (Rive droite)
- die Tour de Nesle (Rive gauche)

Die beiden flussaufwärts, also im Osten gelegenen Türme waren:
- die Tour Barbeau (Rive droite)
- die Tour Saint-Bernard, bald ersetzt durch das Château de la Tournelle (Rive gauche)

Gegen Angriffe vom Fluss her wurden nachts zwischen diesen Türmen Ketten durch den Fluss gespannt, die in der Flussmitte jeweils von Booten an der Wasseroberfläche gehalten wurden.

## Tour Barbeau
Die Tour Barbeau lag an der Stelle des heutigen Gebäudes Quai des Célestins Nr. 32.
Wie die anderen Ecktürme der Stadtmauer war die Tour Barbeau 25 Meter hoch und maß 10 Meter im Durchmesser.
Als Karl V. im 14. Jahrhundert eine neue Stadtmauer errichten ließ, die die neuen, vor der Stadtmauer Philipps II. entstandenen Stadtviertel schützen sollte, wurde die Tour Barbeau überarbeitet und bildete den Abschluss einer um 1370 errichteten, an der Tour de Billy beginnenden Befestigung entlang der Seine.
Im 16. Jahrhundert etablierte sich das Jeu de Paume der Croix-Noire an dieser Stelle, angelehnt an den Unterbau der Mauer. Molière hatte hier auch von Dezember 1644 bis August 1645 den ersten Standort seines Theaters.
Militärisch unnütz geworden, wurde der Turm im 17. Jahrhundert niedergelegt. Heute erinnert eine Gedenktafel vor dem Haus Quai des Célestins Nr. 32 an seine Existenz.

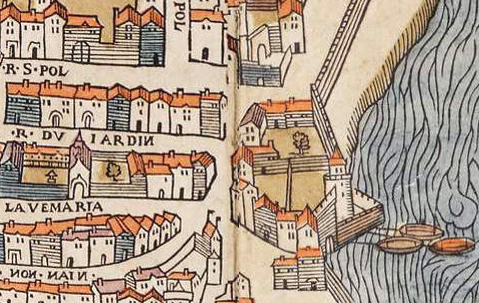
Die Tour Barbeau auf dem Plan von Truschet und Hoyau (um 1550).
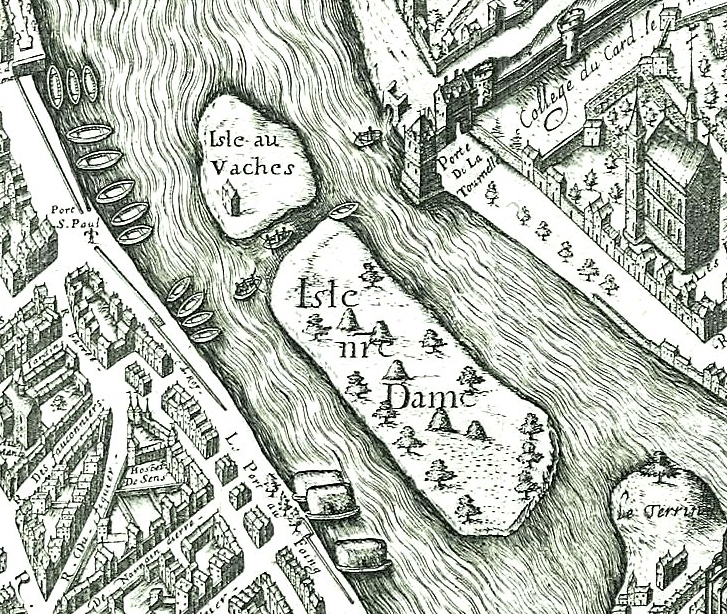
1609 existierte der Turm bereits nicht mehr, wie der Stadtplan von Vassalieu von 1609 zeigt.
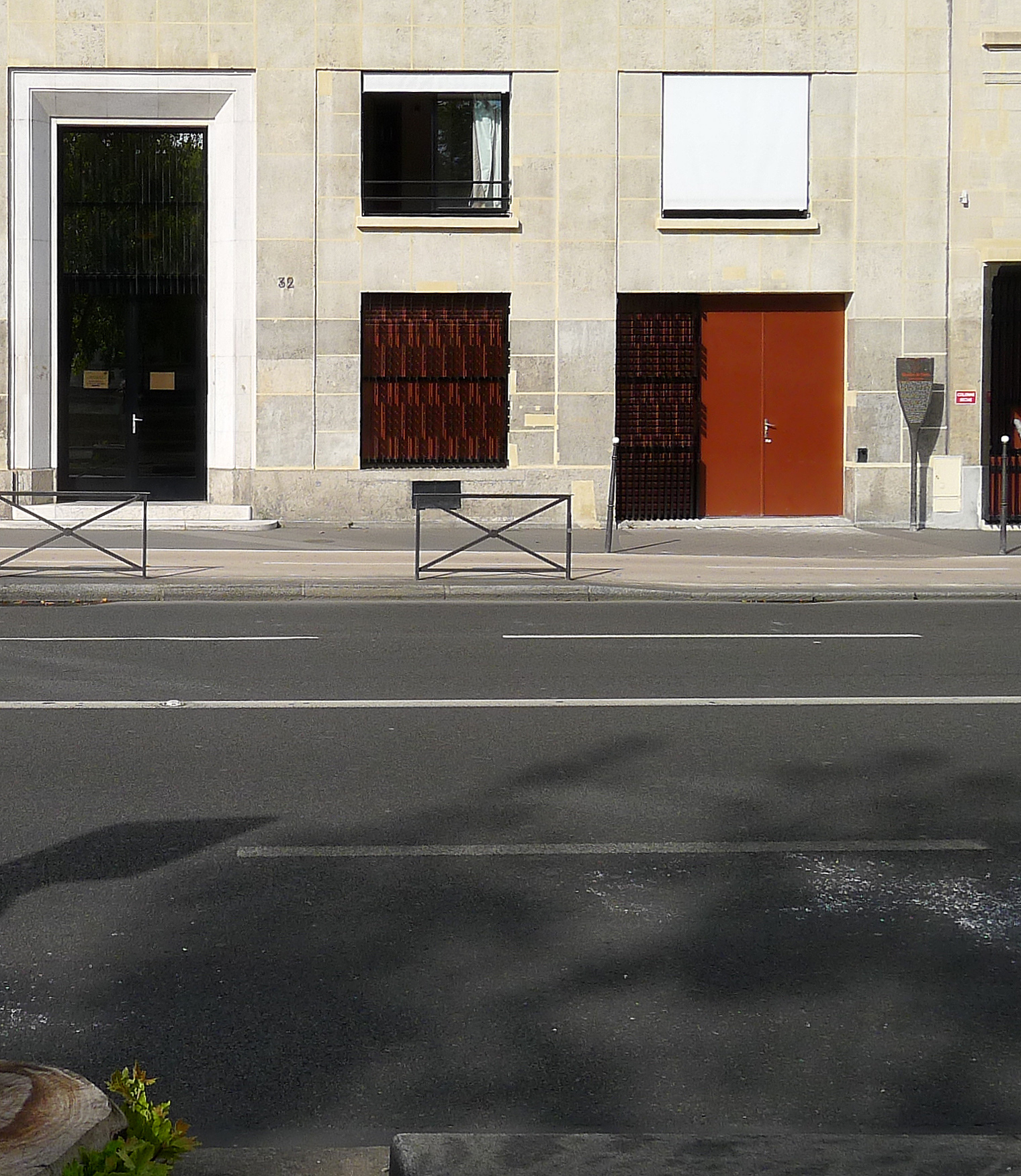
Quai des Célestins Nr. 32 mit Gedenktafel.